# Estádio Comunal de Andorra-a-Velha
O Estádio Comunal de Andorra-a-Velha, do original Estadi Comunal d'Andorra la Vella, é um estádio de futebol localizado em Andorra-a-Velha, em Andorra. Ele tem capacidade para abrigar 1 300 espectadores, além de possuir uma pista para corridas de atletismo. Juntamente com o Estadi Comunal de Aixovall, é o palco da maioria das partidas da Seleção Andorrana de Futebol.